# Rosa Kleid von Marilyn Monroe
Das rosa Kleid von Marilyn Monroe ist ein knallpinkfarbenes Kleid, das Marilyn Monroe 1953 in Howard Hawks’ Film Blondinen bevorzugt  trug. Das Kleid wurde vom Kostümbildner William „Billy“ Travilla entworfen, es wurde in einer der bekanntesten Szenen des Films getragen. Es wurde zahlreich kopiert, insbesondere von Madonna im Musikvideo zu ihrem Song Material Girl von 1985.
Das Kleid besteht aus pinkfarbenem Peau d’Ange-Seidenstoff, gefüttert mit schwarzer Seide/Satin. Es wurde von William Travilla entworfen. Es ist bodenlang, trägerlos und hat einen geraden Ausschnitt. Die Szene, in der das Kleid vorkommt, ist stark choreografiert, daher wurde im Rücken ein Schlitz angebracht, um mehr Bewegungsfreiheit zu ermöglichen. Auf der Rückseite befindet sich als Teil des Entwurfs eine übergroße Schleife. Sie ist mit schwarzem Satin gefüttert und auf einer Seite des Kleides hinten plissiert und umgeschlagen und mit der anderen Seite verbunden.
Zum Outfit gehören außerdem zweifarbige Opernhandschuhe. Sie bestehen größtenteils aus dem gleichen pinkfarbenen Peau d'Ange-Stoff, während die Handflächen aus einem helleren rosa Wildleder gefertigt sind.
Als der Kostümbildner William Travilla seine Arbeit mit Marilyn Monroe aufnahm, hatte er bereits 1950 einen Oscar für seine Arbeit in Die Liebesabenteuer des Don Juan gewonnen. Travilla entwarf die Kleidung der Schauspielerin in acht Filmen und behauptete später, eine kurze Affäre mit Monroe gehabt zu haben. 1953 entwarf Travilla die Kostüme für Blondinen bevorzugt.
Das rosa Kleid trug Monroe in der Rolle der Lorelei Lee in der berühmten Szene, in der die Schauspielerin das Lied Diamonds Are a Girl’s Best Friend singt. Die Szene wurde von mehreren Verehrern im Smoking begleitet. Travillas Notizen besagen, dass Monroe zwei identische Kopien benutzte, da die Dreharbeiten lange dauerten und das bodenlange Kleid sehr schmutzanfällig war.

## Originalversion des Kleides
Ursprünglich sollte Monroe ein atemberaubendes Showgirl-Kostüm tragen, das fast 4000 Dollar (im Jahr 1953) kostete. Es bestand aus Juwelen, die auf einen schwarzen Netz-Bodystocking bis zur Brust genäht und dann mit hautfarbenem Stoff überzogen und mit zahlreichen Diamanten verziert waren. Während der Dreharbeiten wurde bekannt, dass Monroe 1949, bevor sie populär wurde, nackt für einen Kalender posiert hatte. Travilla erhielt die strikte Anweisung, ein neues, weniger freizügiges Kostüm zu entwerfen, um Monroe von dem Skandal zu distanzieren. Das rosa Kleid entwarf er als Last-Minute-Ersatz.